# Винисиус Жуниор
Вини́сиус Жозе́ Пайша́н де Оливе́йра Жу́ниор (порт. Vinícius José Paixão de Oliveira Júnior; бразильский португальский: [viˈnisjuz ʒoˈzɛ pajˈʃɐ̃w̃ dʒi oliˈvejɾɐ ˈʒũɲoʁ]; род. 12 июля 2000, Сан-Гонсалу, Рио-де-Жанейро), широко известный как просто Винисиус Жуниор (порт. Vinícius Júnior; бразильский португальский: [viˈnisjuz ˈʒũɲoʁ]) — бразильский и испанский футболист, нападающий клуба «Реал Мадрид» и игрок сборной Бразилии.
В 2018 году Винисиус подписал контракт с «Реалом». Мадридцы заплатили за него «Фламенго» 45 млн евро, что считается самой дорогой сделкой в мире, среди игроков до 19 лет. Первый игрок в истории «сливочных» 2000 года рождения, сыгравший официальный матч и отметившийся голом.

## Биография
Жуниор родился в Сан-Гонсалу, пригороде Рио-де-Жанейро. Каждый день гонсаленцы на улицах города сталкиваются с преступностью и насилием. Там даже существует специальное приложение, которое называется OTT (порт. Onde Tem Tiroteio) — «где стреляют». Оно в режиме реального времени показывает, в какую часть города прямо сейчас лучше не ходить. Первые шаги в футболе Винисиус делал в Салгейру, фавеле, которую полиция считала штаб-квартирой ОПГ «Красная команда». В 6 лет бразилец привлёк внимание скаутов, которые высматривали одарённых детей прямо на улицах бедных районов города. Так парень попал в филиал академии «Фламенго». Винисиус выиграл больше 20 различных титулов в детско-юношеском футболе, в том числе и в футзале. В 10 лет мальчика взяли в академию «Фламенго».
После подписания контракта с «Реалом» Винисиус вывез всех родственников из Сан-Гонсалу в западную часть Рио, где сам жил с 2013 года.
В 2025 году Винисиус уже будучи игроком «Реала» купил долю в клубе «Алверка», выступающем во втором дивизионе чемпионата Португалии. Сумма сделки оценивается в €10 млн.

## Клубная карьера

### «Фламенго»
C 2005 года являлся игроком академии клуба «Фламенго». В 16 лет стал лучшим фланговым форвардом на юношеском турнире Кубок Сан-Паулу. 13 мая 2017 года дебютировал в основном составе клуба в матче Серии А против «Атлетико Минейро». После этого матча, Винисиус продлил контракт с «Фламенго» до 2022 года. В новом контракте зарплата 16-летнего нападающего была увеличена, а сумма отступных выросла с 30 до 45 миллионов евро.
10 августа 2017 года в матче Южноамериканского кубка против «Палестино» забил свой первый гол в карьере. В этом матче «Фламенго» выиграл со счётом 5:0. Спустя десять дней в матче Серия А против «Атлетико Гоияниенсе» оформил свой первый «дубль» в карьере. Матч закончился со счётом 2:0. 15 марта 2018 года дебютировал в Кубке Либертадорес, выйдя на замену в матче против эквадорского «Эмелека». В этой игре Винисиус оформил «дубль» и принёс своей команде победу со счётом 2:1.

### «Реал Мадрид»
23 мая 2017 года «Реал Мадрид» официально объявил о достижении соглашения с «Фламенго» о будущем трансфере футболиста, который состоится в июле 2018 года. Сумма трансфера составила 45 миллионов евро. По условиям сделки, права на атакующего хавбека будут полностью принадлежать «Реалу» лишь летом 2018 года, когда игроку исполнится 18 лет.

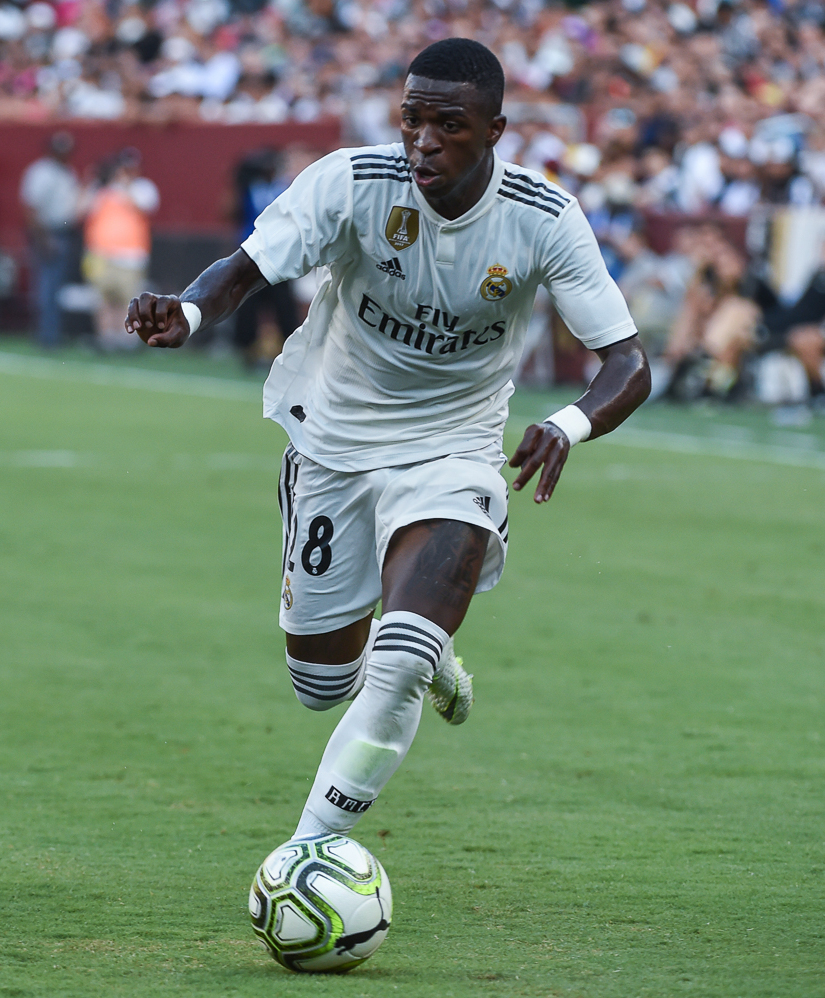
Винисиус Жуниор в матче против «Ювентуса», 4 августа 2018 года

20 июля 2018 года был представлен в качестве футболиста мадридского клуба. В августе стало известно, что Винисиус будет тренироваться с главной командой, но выступать за «Кастилью», вторую команду «сливочных». 26 августа провёл первый матч в составе «Кастильи». Бразилец появился с первых минут в матче Сегунды Б против «Лас-Пальмас Б» (2:0). 2 сентября забил два гола за резервную команду клуба в матче 2-го тура против «Атлетико Б» (2:2). 29 сентября Жуниор дебютировал в официальном матче за первую команду «сливочных», выйдя на замену в игре с «Атлетико» (0:0) на 87-й минуте. Бразилец стал первым игроком 2000 года рождения, который сыграл за «королевский клуб» в официальном матче. 21 октября в матче «Кастильи» против «Сельты Б» забил прямым ударом со штрафного. 31 октября в первом матче 1/16 финала Кубка Испании против «Мелильи» (4:0) Винисиус вышел в стартовом составе и отдал две голевые передачи. 3 ноября в матче 11-го тура чемпионата Испании против «Вальядолида» (2:0) забил первый гол за первую команду «королевского клуба».
Благодаря мячу, забитому в ворота донецкого «Шахтёра» в матче группового этапа Лиги чемпионов 2020/21 Винисиус стал рекордсменом-автором самого быстрого гола среди игроков, выходивших на замену, в истории турнира (ему понадобилось всего 14 секунд). Это случилось на 59-й минуте встречи.
28 мая 2022 года в финале Лиги чемпионов 2021/22 на 59-й минуте забил единственный мяч в этой встрече, в результате чего мадридский «Реал» обыграл «Ливерпуль» и стал победителем Лиги чемпионов. В том розыгрыше Лиги чемпионов Винисиус отметился четырьмя голами и шестью голевыми передачами, став лучшим ассистентом сезона в Лиге чемпионов наряду с Бруну Фернандешем и Лероем Сане. Кроме того, бразилец отдал голевую передачу на победный гол Карима Бензема в ответном матче 1/4 финала против «Челси», позволивший «сливочным» достичь полуфинала, в первом полуфинальном матче против «Манчестер Сити» забил второй мяч команды. По итогам сезона 2021/22 в Лиге чемпионов Винисиус признан лучшим молодым игроком турнира. В целом, в сезоне 2021/22 Винисиус отметился 22 мячами и 20 результативными передачами в 52 матчах за «Реал» во всех турнирах.
В июне 2023 года, после ухода Эдена Азара, сменил свой игровой номер с 20-го на 7-й. 14 января 2024 года в финале Суперкубка Испании 2023/24 сделал хет-трик в ворота «Барселоны» (4:1), тем самым выиграв с командой этот турнир.
В сезоне чемпионата Испании 2023/24 забил 15 голов и отдал 5 голевых передач. 1 июня 2024 года он забил мяч в победном финальном матче Лиги чемпионов над дортмундской «Боруссией» (2:0), выиграв свой второй трофей в этом турнире. В возрасте 23 лет и 325 дней Винисиус стал самым молодым игроком, забившим два мяча в двух финалах Лиги чемпионов, побив рекорд Лионеля Месси на тринадцать дней. По итогам сезона был номинирован на Золотой мяч, однако в голосовании за победителя его обогнал игрок команды «Манчестер Сити» Родри.
3 января 2025 года в игре чемпионата против «Валенсии» Винисиус получил первую красную карточку за 6 лет игры в Ла Лиге (карточка, полученная в 2023 году в матче против той же «Валенсии», была отменена). 

## Карьера в сборной

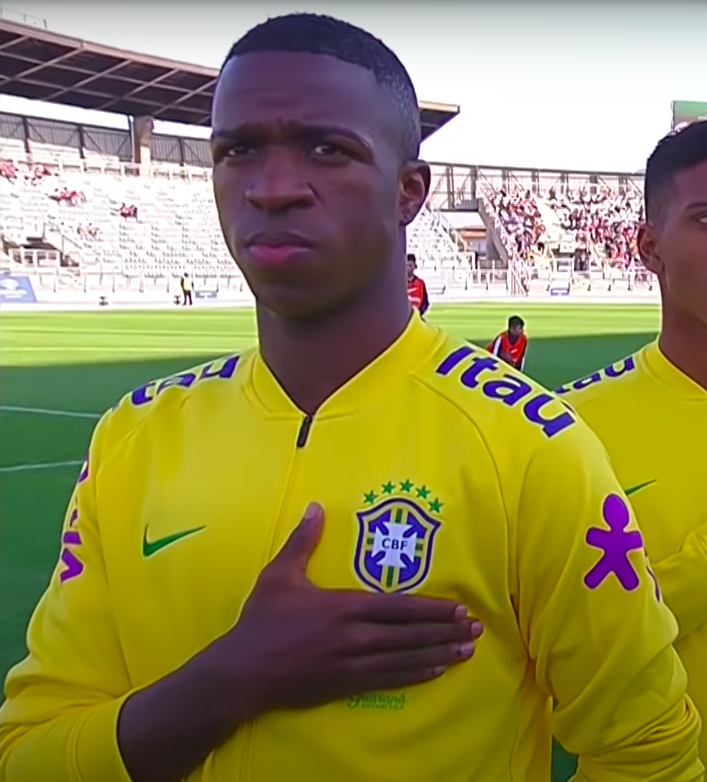
Винисиус в составе сборной Бразилии

В 2015 году был вызван в состав сборной Бразилии до 15 лет на чемпионат Южной Америки для игроков до 15 лет. Помог сборной Бразилии выиграть турнир, забив 6 голов в 6 матчах.
В июне 2016 года Винисиус был вызван в состав в сборной Бразилии до 17 лет, а 8 июля дебютировал в её составе в матче против сверстников из Чили, забив два гола; матч завершился победой бразильцев со счётом 4:2. В сентябре 2016 года был включён в состав сборной на Кубок БРИКС для игроков до 17 лет. Бразильцы выиграли кубок, разгромив в финале сборную ЮАР со счётом 5:1, а Винисиус забил на этом турнире 4 гола. В 2017 году он принял участие в чемпионате Южной Америки для игроков до 17 лет. Бразилия стала чемпионом турнира, а Винисиус Жуниор стал лучшим бомбардиром турнира (7 голов), а также был признан лучшим игроком турнира.

## Достижения

### Командные
«Фламенго»
- Обладатель Кубка Гуанабара: 2018

«Реал Мадрид»
- Чемпион Испании (3): 2019/20, 2021/22, 2023/24
- Обладатель Кубка Испании: 2022/23
- Обладатель Суперкубка Испании (3): 2020, 2022, 2023/24
- Победитель Лиги чемпионов УЕФА (2): 2021/22, 2023/24
- Обладатель Суперкубка УЕФА (2): 2022, 2024
- Победитель Клубного чемпионата мира (2): 2018, 2022
- Обладатель Межконтинентального кубка: 2024

Сборная Бразилии
- Чемпион юношеского чемпионата Южной Америки (до 15 лет): 2015
- Чемпион юношеского чемпионата Южной Америки (до 17 лет): 2017

### Личные
- Обладатель награды The Best FIFA Men’s Player: 2024
- Лучший игрок чемпионата Южной Америки (U-17): 2017[35]
- Лучший молодой игрок Лиги чемпионов УЕФА: 2021/22[36]
- Обладатель «Золотого мяча» Клубного чемпионата мира: 2022[37]
- Входит в состав символической сборной Ла Лиги (3): 2021/22, 2022/23, 2023/24
- Член символической сборной Лиги чемпионов УЕФА: 2021/22[38], 2022/23[39], 2023/24[40]
- Член сборной FIFPro: 2023[41], 2024[42]
- Игрок месяца Ла Лиги (2): ноябрь 2021, март 2024
- Обладатель Трофея Сократеса: 2023[43]
- Обладатель премии «Золотая самба»: 2023
- Лучший игрок Лиги чемпионов УЕФА: 2023/24[44]
- Премия Globe Soccer Awards в номинациях «Лучший футболист 2024 года» и «Лучший нападающий»: 2024[45]

## Статистика выступлений

### Клубная
| Выступление          | Выступление      | Выступление      | Чемпионат | Чемпионат | Кубок | Кубок | Континент | Континент | Прочие | Прочие | Итого | Итого |
| Клуб                 | Лига             | Сезон            | Игры      | Голы      | Игры  | Голы  | Игры      | Голы      | Игры   | Голы   | Игры  | Голы  |
| -------------------- | ---------------- | ---------------- | --------- | --------- | ----- | ----- | --------- | --------- | ------ | ------ | ----- | ----- |
| Фламенго             | Серия A          | 2017             | 25        | 3         | 4     | 0     | 7         | 1         | 1      | 0      | 37    | 4     |
| Фламенго             | Серия A          | 2018             | 12        | 4         | 2     | 0     | 5         | 2         | 13     | 4      | 32    | 10    |
| Фламенго             | Итого            | Итого            | 37        | 7         | 6     | 0     | 12        | 3         | 14     | 4      | 69    | 14    |
| Реал Мадрид Кастилья | Сегунда B        | 2018/19          | 5         | 4         | —     | —     | —         | —         | —      | —      | 5     | 4     |
| Реал Мадрид Кастилья | Итого            | Итого            | 5         | 4         | —     | —     | —         | —         | —      | —      | 5     | 4     |
| Реал Мадрид          | Ла Лига          | 2018/19          | 18        | 2         | 8     | 2     | 4         | 0         | 1      | 0      | 31    | 4     |
| Реал Мадрид          | Ла Лига          | 2019/20          | 29        | 3         | 3     | 1     | 5         | 1         | 1      | 0      | 38    | 5     |
| Реал Мадрид          | Ла Лига          | 2020/21          | 35        | 3         | 1     | 0     | 12        | 3         | 1      | 0      | 49    | 6     |
| Реал Мадрид          | Ла Лига          | 2021/22          | 35        | 17        | 2     | 0     | 13        | 4         | 2      | 1      | 52    | 22    |
| Реал Мадрид          | Ла Лига          | 2022/23          | 33        | 10        | 5     | 3     | 12        | 7         | 5      | 3      | 55    | 23    |
| Реал Мадрид          | Ла Лига          | 2023/24          | 26        | 15        | 1     | 0     | 10        | 6         | 2      | 3      | 39    | 24    |
| Реал Мадрид          | Ла Лига          | 2024/25          | 30        | 11        | 6     | 1     | 12        | 8         | 10     | 2      | 58    | 22    |
| Реал Мадрид          | Итого            | Итого            | 206       | 61        | 26    | 7     | 68        | 29        | 22     | 9      | 322   | 106   |
| Всего за карьеру     | Всего за карьеру | Всего за карьеру | 248       | 72        | 32    | 7     | 80        | 32        | 36     | 13     | 396   | 124   |

1. ↑  Южноамериканский кубок, Кубок Либертадорес, Лига чемпионов УЕФА
2. ↑  остальные официальные матчи

### Сборная
| Сборная          | Год              | Отборочные матчи ЧМ | Отборочные матчи ЧМ | Финальные матчи ЧМ | Финальные матчи ЧМ | Финальные матчи КА | Финальные матчи КА | Товарищеские матчи | Товарищеские матчи | Итого | Итого |
| Сборная          | Год              | Игры                | Голы                | Игры               | Голы               | Игры               | Голы               | Игры               | Голы               | Игры  | Голы  |
| ---------------- | ---------------- | ------------------- | ------------------- | ------------------ | ------------------ | ------------------ | ------------------ | ------------------ | ------------------ | ----- | ----- |
| Бразилия         | 2019             | −                   | −                   | −                  | −                  | −                  | −                  | 1                  | 0                  | 1     | 0     |
| Бразилия         | 2021             | 4                   | 0                   | −                  | −                  | 4                  | 0                  | −                  | −                  | 8     | 0     |
| Бразилия         | 2022             | 3                   | 1                   | 4                  | 1                  | −                  | −                  | 4                  | 0                  | 11    | 2     |
| Бразилия         | 2023             | 3                   | 0                   | −                  | −                  | −                  | −                  | 3                  | 1                  | 6     | 1     |
| Бразилия         | 2024             | 2                   | 0                   | −                  | −                  | 3                  | 2                  | 4                  | 0                  | 9     | 2     |
| Всего за карьеру | Всего за карьеру | 12                  | 1                   | 4                  | 1                  | 7                  | 2                  | 12                 | 1                  | 35    | 5     |